# Temporada 1975-1976 del FC Barcelona
Les dades més destacades de la temporada 1975-1976 del Futbol Club Barcelona són les següents:

## 1975

### Agost
- 20 agost - El FCB s'imposa a l'Ajax d'Amsterdam (3-0) en la primera jornada del IX Trofeu Joan Gamper. Marcial (2) i Asensi fan els gols. En l'altra semifinal el Glasgow Rangers s'imposa a l'Athletic Club

## Plantilla[1][2]
| Porters - Pere Valentí Mora - Pedro María Artola - Salvador Sadurní | Defenses - Miguel Bernardo Migueli - Enrique Álvarez Costas - Jesús Antonio de la Cruz - Miquel Corominas - José Joaquín Albaladejo - Joaquim Rifé - Mário Peres Marinho - Antoni Torres | Centrecampistes - Marcial Pina - Johan Neeskens - Juan Manuel Asensi - Manuel Tomé - Josep Vicenç Sánchez - Jordi Carreño | Davanters - Carles Rexach - Johan Cruyff - Francisco Fortes - Hugo Cholo Sotil - Juan Carlos Heredia - Miquel Mir - Manuel Clares - Bernardo Cos |

## Resultats
| PARTITS |
| --- |
| 02-08-75. AMISTÓS HERCULES-BARCELONA 0-1 08-08-75. TORNEIG AMSTERDAM-700 AJAX-BARCELONA 3-1 10-08-75. TORNEIG AMSTERDAM-700 FEYENNOORD-BARCELONA 1-1 13-08-75. AMISTÓS ALEMANIA-BARCELONA 1-1 18-08-75. AMISTÓS MARSELLA-BARCELONA 3-1 23-08-75. AMISTÓS TERRASSA-BARCELONA 2-4 26-08-75 . X "JOAN GAMPER" BARCELONA-UJPEST DOZSA 3-2 27-08-75 . X "JOAN GAMPER" BARCELONA-FEYENOORD 3-1 02-09-75. AMISTÓS BARCELONA B-BARCELONA 0-7 07-09-75. LLIGA ELCHE-BARCELONA 2-3 13-09-75. LLIGA BARCELONA-SALAMANCA 3-1 16-09-75. UEFA PAOK SALONICA-BARCELONA 1-0 21-09-75. LLIGA ATHLETIC BILBAO-BARCELONA 2-1 28-09-75. LLIGA BARCELONA-SEVILLA 2-0 01-10-75. UEFA BARCELONA-P.A.O.K. de SALONICA 6-1 05-10-75. LLIGA BARCELONA-GRANADA 3-0 19-10-75. LLIGA ATLETICO MADRID-BARCELONA 3-0 22-10-75. COPA UEFA LAZIO-BARCELONA 0-3 Partido NO JUGADO por motivos políticos, la UEFA dio ganador al Barça por: 0 - 3 26-10-75. LLIGA BARCELONA-RACING SANTANDER 2-1 29-10-75. AMISTÓS GIRONA-BARCELONA 3-2 02-11-75. LLIGA OVIEDO-BARCELONA 1-1 05-11-75. UEFA BARCELONA-LAZIO ROMA 4-0 09-11-75. LLIGA BARCELONA-HERCULES 1-1 13-11-75. AMISTÓS TERRASSA-BARCELONA 1-2 23-11-75. LLIGA BETIS-BARCELONA 1-0 27-11-75. UEFA BARCELONA-VASAS BUDAPEST 3-1 30-11-75. LLIGA BARCELONA-LAS PALMAS 3-0 07-12-75. LLIGA REAL SOCIEDAD-BARCELONA 2-2 10-12-75. UEFA VASAS BUDAPEST-BARCELONA 0-1 14-12-75. LLIGA BARCELONA-ESPANYOL 5-0 21-12-75. LLIGA VALENCIA-BARCELONA 3-2 28-12-75. LLIGA BARCELONA-REAL MADRID 2-1 04-01-76. LLIGA ZARAGOZA-BARCELONA 4-4 07-01-76. AMISTÓS COLÒNIA-BARCELONA 1-1 11-01-76. LLIGA BARCELONA-SPORTING GIJON 5-1 18-01-76. LLIGA BARCELONA-ELCHE 1-0 25-01-76. LLIGA SALAMANCA-BARCELONA 2-0 01-02-76. LLIGA BARCELONA-ATHLETIC BILBAO 2-1 08-02-76. LLIGA SEVILLA-BARCELONA 2-0 11-02-76. COPA DEL REI SALAMANCA-BARCELONA 1-0 15-02-76. LLIGA GRANADA-BARCELONA 0-2 22-02-76. LLIGA BARCELONA-ATLETICO MADRID 2-1 25-02-76. COPA DEL REI BARCELONA-SALAMANCA 3-1 29-02-76. LLIGA RACING-BARCELONA 2-1 03-03-76. UEFA BARCELONA-LEVSKY SPARTAK 4-0 07-03-76. LLIGA BARCELONA-OVIEDO 2-0 09-03-76. COPA DEL REI OVIEDO-BARCELONA 0-0 14-03-76. LLIGA HERCULES-BARCELONA 0-0 17-03-76. UEFA LEVSKI SPARTAK-BARCELONA 5-4 21-03-76. LLIGA BARCELONA-BETIS 3-1 27-03-76. LLIGA LAS PALMAS-BARCELONA 3-1 30-03-76. UEFA BARCELONA-LIVERPOOL 0-1 04-04-76. LLIGA BARCELONA-REAL SOCIEDAD 2-0 07-04-76. COPA DEL REI BARCELONA-OVIEDO 4-0 11-04-76. LLIGA ESPANYOL-BARCELONA 3-0 14-04-76. UEFA LIVERPOOL-BARCELONA 1-1 18-04-76. LLIGA BARCELONA-VALENCIA 1-1 24-04-76. AMISTÓS FIGUERES - BARCELONA 2-9 30-04-76. LLIGA REAL MADRID-BARCELONA 0-2 09-05-76. LLIGA BARCELONA-ZARAGOZA 2-1 16-05-76. LLIGA SPORTING GIJON-BARCELONA 1-1 27-05-76. AMISTÓS JUPITER-BARCELONA 0-3 30-05-76. COPA DEL REI BARCELONA-ATLETICO MADRID 2-3 06-06-76. COPA DEL REI ATLETICO MADRID-BARCELONA 1-1 16-06-76. AMISTÓS VIC-BARCELONA 0-4 18-06-76. AMISTÓS GRANOLLERS-BARCELONA 1-4 |